# Dorothea Rockburne
Dorothea Rockburne (Verdun (Montréal), 18 oktober 1934) is een Canadees-Amerikaans beeldend kunstenaar (schilder, tekenaar, graficus, beeldhouwer). Ze wordt gezien als een vertegenwoordigster van het conceptualisme en de minimal art. Haar werk is geometrisch en abstract, op het eerste gezicht simpel, maar gebaseerd op wiskundige inzichten. In haar eigen woorden: "Ik wilde de [wiskundige] vergelijkingen die ik aan het bestuderen was kunnen zien, dus ik begon ze te maken in mijn atelier. Ik was bezig vergelijkingen visueel op te lossen."

## Leven en werk
Dorothea Rockburne werd geboren als dochter van een Engelse moeder en een Canadese vader in Verdun, indertijd een zelfstandige gemeente in Quebec, vanaf 2002 een arrondissement van Montréal. Als kind was ze vaak ziek. Al op jonge leeftijd leerde ze lezen van haar oudere zuster. Van haar moeder leerde ze aquareleren. Ze was gefascineerd door boeken van haar moeder over het Oude Egypte, met name door de Egyptische hiërogliefen (die later in haar werk zouden terugkeren). Op zaterdagen, naast haar gewone schoolopleiding, bezocht ze de Ecole des Beaux-Arts in Montreal, later de Montreal Museum School. Daarnaast nam ze balletlessen. In 1950 verhuisde ze naar de Verenigde Staten om aan het Black Mountain College wiskunde te studeren bij Max Dehn. Dehn zou een grote invloed op haar werk hebben. Daarnaast studeerde ze kunst bij Franz Kline, Philip Guston, John Cage en Merce Cunningham. Verder ontmoette ze er Robert Rauschenberg, met wie ze bevriend raakte. 
In 1955 verhuisde Rockburne naar New York, waar ze een groot aantal leidende kunstenaars en dichters ontmoette. Om in haar levensonderhoud te voorzien (van zichzelf en haar jonge dochter Christine), werkte ze als serveerster en als ateliermanager van Rauschenberg. In 1958 kreeg ze haar eerste solotentoonstelling in New York, die door kunstcritici goed ontvangen werd en ook commercieel succesvol was, maar die zijzelf niet goed genoeg vond. Ze liet de beeldende kunst voor een tijdje achter zich en concentreerde zich op moderne dans. Tijdens een dansproject bij het Judson Dance Theatre kreeg ze de ingeving dat ze de wiskundige vergelijkingen, die ze in haar vrije tijd bestudeerde, wilde visualiseren. In 1971 had ze haar eerste tentoonstelling in de New Yorkse Bykert Gallery, waar ze daarna meermaals exposeerde.
Rockburne put haar kunstzinnige motivatie primair uit haar interesse voor wiskunde en astronomie. In haar abstracte werk gebruikt ze klassieke teken- en schildertechnieken. Daarnaast maakt ze gebruik van collage en gemengde technieken, met papier, composiet, spijkers, verf en olie als materiaal.
Werk van Dorothea Rockburne bevindt zich in tal van privé- en museumcollecties in Canada, de VS en diverse andere landen, onder andere National Gallery of Canada (Ottawa), Art Gallery of Ontario (Toronto), Museum of Modern Art (New York), Metropolitan Museum of Art (New York), Solomon R. Guggenheim Museum (New York), Whitney Museum of American Art (New York), Albright-Knox Art Gallery (Buffalo, NY), Philadelphia Museum of Art, National Gallery of Art (Washington), Virginia Museum of Fine Arts (Richmond, Virginia), Carnegie Museum of Art (Pittsburgh), Cleveland Museum of Art, The Museum of Fine Arts (Houston), Museum of Contemporary Art (Los Angeles), Los Angeles County Museum of Art, Auckland Art Gallery en Ludwig Forum für Internationale Kunst (Aken). Permanente installaties bevinden zich onder andere in Hilton Hotel (San Jose, CA), SONY Headquarters, 550 Madison Avenue (New York), Edward T. Gignoux Federal Courthouse (Portland, ME), University of Michigan (Ann Arbor) en Amerikaanse ambassade in Jamaica.

## Tentoonstellingen (selectie)
- 1971: Bykert Gallery, New York
- 1971: Sonnabend Gallery, Parijs
- 1972: documenta 5, Kassel: "Individuele Mythologieën: Processen"
- 1973: Lisson Gallery, Londen
- 1975: Galerie Charles Kriwin, Brussel
- 1977: documenta 6, Kassel
- 1980: Biënnale van Venetië
- 1996: Portland Museum of Art
- 2011: Parrish Art Museum, Southampton (NY): eerste overzichtstentoonstelling
- 2013: Museum of Modern Art, New York: "Dorothea Rockburne Drawings"
- 2015: Bowdoin College Museum of Art: "A Gift of Knowing: The Art of Dorothea Rockburne"

## Eerbewijzen
- 1972: Painting Award van het Art Institute of Chicago
- 1972: Guggenheim Fellowship
- 1974: National Endowment for the Arts
- 1985: Creative Arts Award, Brandeis University
- 1986: Milton and Sally Avery Distinguished Professor, Bard College
- 1991: Rome Prize van de American Academy in Rome
- 2001: lid van de American Academy of Arts and Letters
- 2002: lid van de American Academy of Design
- 2002: eredoctoraat College of Creative Studies, Detroit[3]
- 2009: ere-vicevoorzitter van de National Association of Women Artists
- 2016: eredoctoraat Bowdoin College, Brunswick[3]